# ۳۵۵ (میلادی)
۳۵۵ (میلادی) سیصد و پنجاه و پنجمین سال تقویم میلادی است.

## درگذشتگان
‎